# Vía Colectora Pasaje-Y del Enano
La Vía Pasaje-Y del Enano (E584) es una vía secundaria  ubicada en las Provincias de El Oro y Azuay.  Esta corta colectora, de trazado norte-sur nace en la Vía Colectora Cumbe-Y de Corralitos (E59) en la localidad de Pasaje en la Provincia de El Oro.  Desde su inicio, la colectora se dirige en sentido sur hasta desembocar en la Vía Colectora Y de Pasaje-Piñas-Y de Zaracay (E585) en el área conocida como la Y del Enano.  

## Localidades destacables
De norte a sur:
- Pasaje, El Oro

- Datos: Q2219181